# جيه. موراي
جيه. موراي (بالإنجليزية: J. Harold Murray)‏ هو مغني وممثل أمريكي، ولد في 17 فبراير 1891 في الولايات المتحدة، وتوفي في 11 ديسمبر 1940 بكيلينغورث في الولايات المتحدة.

## وصلات خارجية
- جيه. موراي على موقع IMDb (الإنجليزية)
- جيه. موراي على موقع أول موفي (الإنجليزية)
- جيه. موراي على موقع قاعدة بيانات برودواي على الإنترنت (الإنجليزية)
- جيه. موراي على موقع قاعدة بيانات الفيلم (الإنجليزية)
- جيه. موراي على موقع كينوبويسك (الروسية)